# Медитеранске игре 1991.
Медитеранске игре 1991. или службено XI Медитеранске игре одржале су се у Атини, главном граду Грчке, од 28. јуна до 12. јула 1991.. године. 
На овим играма учествовало је 2.762 спортиста (2.176 мушкараца и 586 жена) из 18 земаља који су се такмичили у 24 спорта.

## Земље учеснице
1. Албанија (146)
2. Алжир (102)
3. Грчка (437) (домаћин)
4. Египат (156)
5. Италија (403)
6. Југославија (185)
7. Кипар (79)
8. Либан (56)
9. Либија (22)
10. Малта (15)
11. Монако (8)
12. Мароко (138)
13. Сан Марино (36)
14. Сирија (29)
15. Тунис (82)
16. Турска (206)
17. Француска (325)
18. Шпанија (339)

## Спортови
| - Атлетика - Бициклизам - Бокс - Ватерполо - Веслање - Гимнастика - Ритмичка гимнастика - Голф - Дизање тегова - Једрење - Кану - Кошарка | - Коњички спорт - Мачевање - Одбојка - Пливање - Рвање - Рукомет - Скокови у воду - Стони тенис - Стрељаштво - Тенис - Фудбал - Џудо |

## Биланс медаља
*   Домаћин ( Грчка)
| Позиција    | Држава      | Злато | Сребро | Бронза | Укупно |
| ----------- | ----------- | ----- | ------ | ------ | ------ |
| 1           | Италија     | 67    | 49     | 52     | 168    |
| 2           | Француска   | 48    | 57     | 34     | 139    |
| 3           | Турска      | 23    | 11     | 12     | 46     |
| 4           | Шпанија     | 22    | 39     | 49     | 110    |
| 5           | Југославија | 16    | 13     | 9      | 38     |
| 6           | Грчка*      | 9     | 21     | 30     | 60     |
| 7           | Алжир       | 9     | 3      | 5      | 17     |
| 8           | Египат      | 8     | 10     | 17     | 35     |
| 9           | Мароко      | 5     | 5      | 10     | 20     |
| 10          | Сирија      | 4     | 2      | 5      | 11     |
| 11          | Кипар       | 1     | 2      | 1      | 4      |
| 12          | Либан       | 1     | 1      | 1      | 3      |
| 13          | Тунис       | 1     | 0      | 5      | 6      |
| 14          | Албанија    | 0     | 4      | 4      | 8      |
| Укупно (14) | Укупно (14) | 214   | 217    | 234    | 665    |